# 4e bataillon de chasseurs à pied
Le 4e bataillon de chasseurs à pied (4e BCP) est une unité militaire dissoute de l'infanterie française (chasseurs à pied) qui participa notamment aux deux conflits mondiaux et à la guerre d'Algérie.

## Création et différentes dénominations
- 1840 : création du 4e bataillon de chasseurs à pied,
- 1842 : devient le 4e bataillon de chasseurs d’Orléans,
- 1848 : redevient le 4e bataillon de chasseurs à pied,
- 1940 : devient le 4e bataillon de chasseurs portés,
- 1940 : le 7 août, le 4e BCP est dissous à Bourdeilles en Dordogne,
- 1940 : le 8 août, il redevient le 4e bataillon de chasseurs à pied dans l'armée d'armistice,
- 1942 : démobilisation du 4e BCP
- 1944 : création du 4e BCP FFI,
- 1945 : 1er février, nouvelle création à Mulhouse,
- 1949 : 1er janvier, nouvelle dissolution à Besançon,
- 1954 : 12 juillet, recrée à Rastatt,
- 1964 : le 30 juin, le bataillon est dissous définitivement à Sarrebourg.

## Historique des garnisons, campagnes et batailles

### Second Empire
- 1845 en garnison à Vincennes

En 1850, le régiment est en garnison à Besançon et son dépôt est à Strasbourg.
Au 17 août 1870, le 4e bataillon de chasseurs fait partie de l'Armée de Châlons.
Avec le 11e régiment d'infanterie du colonel de Behagle et le 46e régiment d'infanterie du colonel Pichon, le 4e forme la 1re Brigade aux ordres du général Saurain. Cette 1re Brigade avec la 2e Brigade du général baron Nicolas, deux batteries de canons de 4, une batterie de mitrailleuses et une compagnie du génie constituent la 1re division d'infanterie. Cette division d'infanterie appartient au 5e corps d'armée ayant pour commandant en chef le général de Failly.
- 1870 : Bataille de Beaumont

### De 1871 à 1914
Durant la Commune de Paris en 1871, le régiment participe avec l'armée versaillaise à la semaine sanglante.

### Première Guerre mondiale

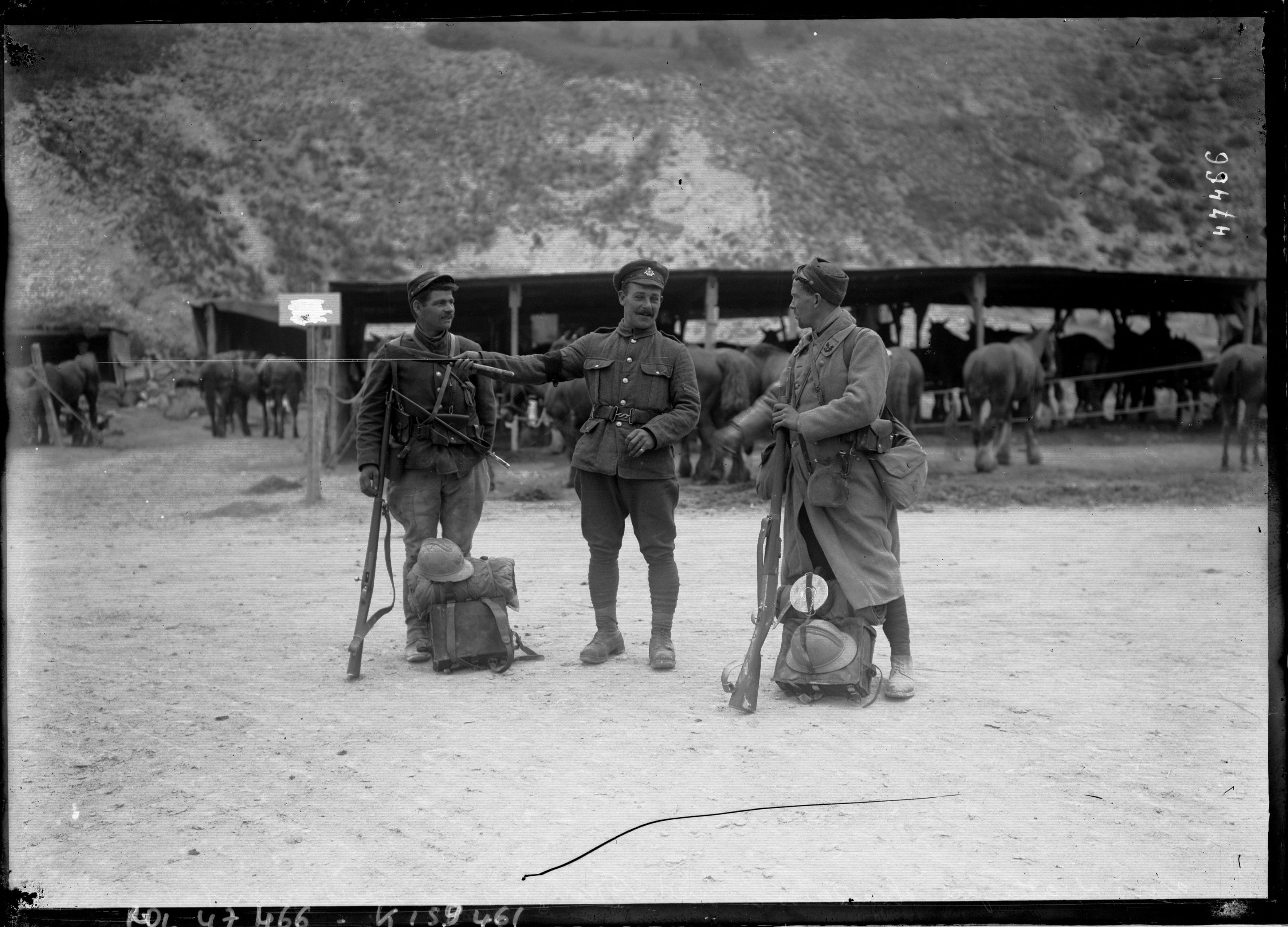
Deux chasseurs du 4e BCP avec un militaire britannique, vers juillet 1916.

Ce bataillon était en août 1914 stationné à Saint-Nicolas-de-Port (54) et rattaché à la 21e brigade d'infanterie, 11e division d'infanterie, 20e corps.

#### Rattachements successifs
Rattachements :
- 11e division d'infanterie d'août 1914 à avril 1915
- 153e division d'infanterie d'avril 1915 à décembre 1916
- 11e division d'infanterie de décembre 1916 à novembre 1918

#### 1914
Il participe à la bataille de Morhange sous le commandement de Gustave Lacapelle.

#### 1915
Au premier semestre 1915, jusqu'en mai, le 4e BCP est engagé dans les combats autour de Ypres (Flandre-Occidentale, Belgique). D'abord au sud-est de Ypres à Zillebecke jusqu'au 1er février, puis au nord-est à Langemark et an nord-nord-ouest dans la zone Pilkem / Steenstraat / maison du Collègue jusque fin mai,.
Lors de ce dernier engagement, le 26 avril 1915, au sud de Pilkem, le bataillon subit une des premières attaque au gaz (chlore) de la Première Guerre mondiale. Les pertes sont importantes : plus de 200 morts et disparus, plus de 200 blessés sur un effectif initial d'environ 1 100 hommes,.
Dans la nuit du 16 au 17 mai 1915, le 4e BCP reprend la maison du Collègue aux allemands et les repousse sur la rive est de l'Yperlée et de son canal,.
Le 4e BCP a passé 160 jours dans les Flandres dont 75 jours sur le front, c'est-à-dire un taux d'engagement de 47%.
Après une quinzaine de jours de cantonnement et de semi-repos, mi-juin le bataillon est envoyé dans l'Artois dans le secteur dit "du Labyrinthe". Le 4e BCP est engagé en première ligne moins de 4 jours, du 19 au 22 juin 1915. Les combats sont intenses et confus, alors que le secteur est, d'après un communiqué de l'état-major français, repris aux allemands depuis le 16 juin. Les pertes du bataillon sont très élevées : 90 tués, 5 disparus et 169 blessés pour un effectif moyen autour de 1 700 hommes, soit un taux d'attrition de l'ordre de 1/6,. Le 4e BCP a passé 3 jours sur le front du Labyrinthe pour un total de 38 jours dans la zone, soit un taux d'engagement de 8%.
Le bataillon est ensuite éloigné du front puis envoyé en Lorraine à la mi-juillet,. Il cantonne en diverses localités entre Saint Nicolas du Port et Azelot jusqu'à la mi-septembre pour une période d'instruction et de manoeuvres.
À la mi-septembre 1915, après 2 mois éloigné des combats, le 4e BCP est transporté par train à Vitry-le-François, en Champagne,.
Le bataillon participe à seconde bataille de Champagne. Son principal engagement est l'attaque dite du bois en zigzag, non loin de Maison de Champagne, le 27 septembre 1915. Le 4e BCP progresse de 600 m sur une largeur de front d'environ 200 m au prix de lourdes pertes. Environ 800 hommes, dont 23 officiers sur 29, sont mis hors de combat (tués, blessés et disparus), c'est dire un taux d'attrition de l'ordre de 3/5,. Le 4e BCP reste dans ce secteur jusqu'à mi-décembre 1915, avec des rotations entre front et cantonnement de cinq à six jours,.
Le bataillon a été engagé en Champagne 99 jours dont 53 au front, soit un taux d'engagement de 53 %.
Sur l'année 1915, le taux cumulé d'attrition du bataillon est de l'ordre de 85 %. Pour l'ensemble de l'année civile 1915, le 4e BCP a passé 131 jours au front, soit un taux d'engagement de 36 %.

#### 1916
Début 1916, le bataillon est engagé en Lorraine dans le secteur du Fort de Manonviller où il participe, du 1er au 17 février, au renforcement de la seconde position, à raison de 6 heures de travaux de terrassement par jour. Les pertes durant cette période sont de 1 mort et 3 blessés. Le taux d'engagement du bataillon sur le début de 1916 est de 27%,. 
Le 24 février 1916, trois jours après le déclenchement de la bataille de Verdun, le 4e BCP participe durant 11 jours à des combats intenses au nord du Fort de Souville. D'abord engagé le 25 février dans la défense infructueuse du village de Bézonvaux. Sans liaison avec le commandement, les officiers des chasseurs et des zouaves, sur le terrain, décident d'abord de tenir la position puis de se replier pour préserver le potentiel de leurs unités. Ces décisions prises en totale autonomie ont été décisives pour éviter la percée du front par l'armée allemande. Les jours suivants, l'unité combat dans le secteur situé entre les forts de Douaumont et de Vaux. Les pertes sont très importantes : en 11 jours, 642 hommes sont hors de combat, soit un taux d'attrition de 60%,,.
Le bataillon est ensuite évacué au repos à l'arrière durant plus d'un mois,.
Du 13 au 23 avril 1916, toujours dans la zone de Verdun, le bataillon est envoyé en première ligne au Bois Camard, à proximité immédiate de la cote 304. Chacune des nuits est consacrée à des travaux de terrassement malgré un bombardement presque continu. Les pertes sont de 34 tués et 106 blessés. Le taux d'attrition est donc sensiblement le tiers de celui du premier engagement à Verdun fin février 1916 (en supposant des effectifs comparables). Les chasseurs sont ensuite envoyés vers la Somme,. Ils ne seront plus présents au Bois Camard lors de la seconde offensive allemande sur la cote 304 en mai 1916. Sur les quatre premiers mois de 1916, le taux d'engagement au front du bataillon avoisine un tiers. 
Septembre 1916, bataille de la Somme, dont Cléry-sur-Somme 

### Seconde Guerre mondiale
- 19 février 1940 : 4e Bataillon de Chasseurs Portés en poste à Colmar
- mai 1940 : rejoint la 4e division cuirassée du colonel de Gaulle
- 17 mai 1940 : Bataille de Montcornet
- 19 mai 1940 : Combats de la Serre et de Laon[10]
- 28 au 30 mai 1940 : Combats au sud d'Abbeville
- 8 au 10 juin 1940 : Combats du nord de la Seine
- 12 au 19 juin 1940 : Combats de la Loire
- 19 au 25 juin 1940 : de la Loire à la Charente
- 7 août 1940 : dissous à Bourdeilles (Dordogne)
- 8 août 1940 : redevient 4e bataillon de chasseurs à pied
- 1er septembre 1940 : dissolution
- Septembre 1944 : réactivation du bataillon dans le cadre du Groupe Mobile d'Alsace Suisse. Le bataillon est fort de 900 Alsaciens (principalement du Haut-Rhin) maquisards ou réfractaires à la Wehrmacht. Le 4e B.C.P. participe à la libération de l'Alsace jusqu'à début décembre, date à laquelle le bataillon est à nouveau dissous.

### De 1945 à aujourd'hui
- 1er février 1945 : recréé à Mulhouse
- 1er janvier 1949 : dissous à Besançon

#### Guerre d'Algérie 1954-1962
- 12 juillet 1954 : recrée à Rastatt
- 1954-1962 : combat dans l'Aurès Némenchas, au sein de la 21e DI.
- Le 11 mai 1956, le 4e BCP massacre pendant une opération 79 villageois à Beni Oudjehane.
- Le 4e BCP quitte le PC de Tkout le 6 avril 1962 et il est remplacé par une unité de la force locale créée par les Accords d'Évian du 18 mars 1962, dont la passation de pouvoirs a eu lieu le 21 avril 1962[11]. Composée de 90 % de militaires musulmans et 10 % de militaires métropolitains, l'unité composée par le 4e BCP, nommée 434e UFL est appelé dans l'Algérois, à Guyotville le 5 juin 1962. Le 4e BCP servant de support à celle-ci, rejoint l'Algérois et cantonne à El Biar. Le jour de l'indépendance, à la suite des élections, le 1er juillet, la Force Locale déserte[Note 1].
- 1962-1964 : Alger, 10e RM
- 30 juin 1964 : dissous à Sarrebourg

## Chefs de corps
- 1840 : chef de bataillon de Bousengen
- 1845 : chef de bataillon Edouard Sol
- 27 avril 1846 : chef de bataillon Auguste Gaspard Camille Gustave Capriol de Pechassant
- 1870 : commandant Foncegrives
- 1905 : Joseph Nicolas Edmond Vaimbois (1856-1941)
- 25 décembre 1911 - 3 septembre 1914 : Commandant Lacapelle[2]
- septembre 1914 - 22 juin 1915 : commandant Jean Cordier (tué au combat au Labyrinthe)[2],[6],[3]
- 28 juin 1915 - 7 mars 1916 : commandant Raoul Fouchard (promu Lieutenant-Colonel à Verdun en mars 1916 juste avant de quitter le bataillon) [3],[6],[12],[9],[8]
- 7 mars 1916 - ... : commandant Camille Pompey[9],[8]
- 1er mai  1918 - 11 mai 1919 ; commandant Sarrebourse de la Guillonnière
- 1935: commandant Baril
- 1940 : commandant Bertrand
- 1944 : commandant Audibert
- 1962 : chef de bataillon Lieutenant Colonel Mairal Bernard
- 1963 : commandant Lacrose

## Traditions

### Insigne
Une cigogne soutenant un cor portant un chardon enlacé à une Croix de Lorraine. La cigogne tient dans son bec un listel portant la devise « Qui s'y frotte, s'y pique », rappel de ses garnisons en Lorraine : Saint-Nicolas-de-Port, Plombières puis en Alsace : Neuf-Brisach et Colmar.

### Devise
« Qui s'y frotte, s'y pique ! »

### Drapeau
Comme tous les autres bataillons de chasseurs ou groupes de chasseurs, il ne dispose pas de son propre drapeau. Il n'existe en effet qu'un seul drapeau pour tous les bataillons de chasseurs à pied et alpins, le drapeau des chasseurs.
En revanche, chaque bataillon possède son propre fanion.
Le fanion du 4e bataillon de chasseurs à pied
- avers
  - Soie bleu et jonquille.
  - Bleu à la hampe.
  - Cor argenté au centre du Fanion, avec pavillon à droite et chiffre 4.
  - Inscription : 4e Bataillon de Chasseurs à Pied.
- devers
  - Soie bleue et jonquille.
  - Bleu à la hampe.
  - Cor argenté au centre du Fanion avec pavillon à gauche et chiffre 4 au centre du cor.
  - Sur le haut de la hampe : insigne du 4e BCP

### Décorations

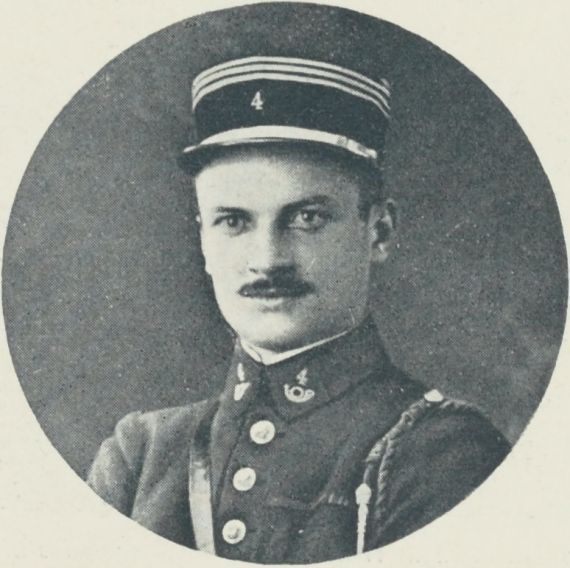
Le capitaine Molle du 4e BCP, portant la fourragère verte, entre 1916 et 1918.

Pendant la Première Guerre mondiale, le bataillon est cité six fois, dont quatre à l'ordre de l'armée. Décorés de la fourragère verte aux couleurs de la croix de guerre 1914-1918 le 2 octobre 1916, ses soldats reçoivent la fourragère jaune aux couleurs de la médaille militaire fin 1918.

### Chant
refrain du bataillon :
" 4e Bataillon, commandant Clinchant, toujours en avant ! "

## Personnalités
- Xavier de Curières de Castelnau, fils du général de Castelnau, tué au 4e BCP le 20 août 1914 pendant la bataille de Lorraine ;
- Jean Théodore François Champion alors capitaine ;
- Josselin de Rohan-Chabot, député du Morbihan, mort pour la France le 13 juillet 1916 à Bray-sur-Somme alors capitaine.
- Dominique Venner (1935-2013) essayiste et militant politique français.